# أندريه وير
أندريه تريفور وير (بالإنجليزية: Andre Ware)، ولد في 31 يوليو 1968 في غالفستون في الولايات المتحدة، هو لاعب كرة القدم الكندية، وهو المحلل الرياضي و المعلق السابق لكرة القدم الأمريكية. كان أول لاعب"كورترباك"(quarterback) أمريكي من أصل أفريقي يحصل على هذا الشرف في مسودة اتحاد كرة القدم الأمريكية لعام 1990، كانت "وير"(Ware) هي الجولة الأولى لفريق "ديترويت ليونز"(Detroit Lions). تم تجنيده في قاعة المشاهير College Football Hall في عام 2004.

## وصلات خارجية
- أندريه وير على موقع مرجع كرة القدم المحترفة.كوم (الإنجليزية)
- أندريه وير على موقع إن إن دي بي (الإنجليزية)